# 大滝山三重塔
大滝山三重塔（おおたきさんさんじゅうのとう）は、徳島県徳島市眉山町の持明院の境内にあった仏塔。
眉山の大滝山にあり、徳島市のランドマークとして徳島大空襲で焼失するまで市民に親しまれた。現在は跡地に「聖観音堂」が建立されている。

## 歴史
伝承では江戸時代の寛延年間（1748年-1752年）頃、大阪治右衛門、吉田作兵衛によって持明院に建立された。その後、明治初年の廃仏毀釈で持明院が無住となるが、塔などは残された。
1939年（昭和14年）頃に売却計画が持ち上がるが、市民の反対で徳島市に寄贈される。
1945年（昭和20年）、徳島大空襲で敷地内の仁王門、薬師堂（本堂）などとともに焼失した。1975年（昭和50年）、三重塔跡に聖観音堂が建立された。

## 交通
- JR「徳島駅」より徒歩で約20分。
- 徳島自動車道「徳島インターチェンジ」より車で約25分。